# Prêmio James E. Sullivan
O prêmio James E. Sullivan é uma premiação conhecida nos Estados Unidos como o Oscar, que homenageia os atletas amadores nacionais. Desde 1930, a honraria é concedida anualmente. O primeiro homenageado foi o golfista Robert Jones e desde então já conquistaram o prêmio o nadador Michael Phelps, a ginasta Shawn Johnson e o também nadador Mark Spitz. A distinção é dada baseada em qualidades como liderança, caráter, estilo de vida e conquistas. Em suma, o atleta deve ser um modelo positivo a ser seguido.